# Joseph Fles

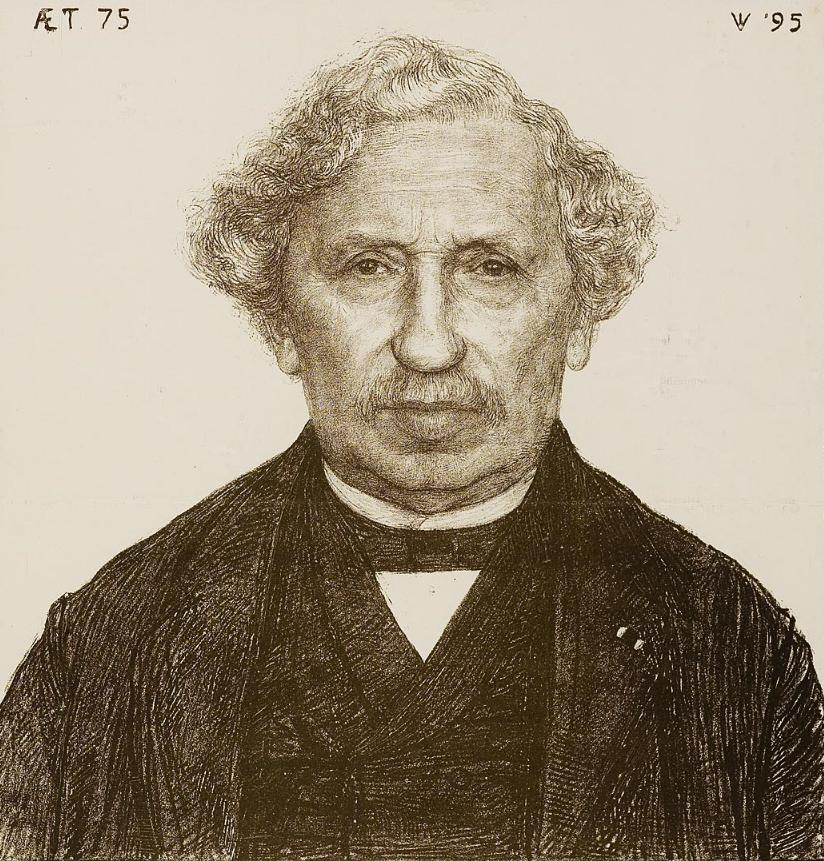
Joseph Fles, Lithographie von Jan Veth (1895)

Joseph Alexander Fles (* 1819 in Breda; † 28. Februar 1905 in Utrecht) war ein niederländischer Mediziner und Augenarzt.

## Leben
Joseph A. Fles studierte in Utrecht Medizin und wurde im Juli 1843 in Leiden promoviert. Im September 1841 begann er eine Karriere als Gesundheitsoffizier (officier van gezondheid) und wurde 1845 Dozent für Medizin und Anatomie am Militärhospital in Utrecht sowie an der dortigen staatlichen Ausbildungsstätte für Militärärzte. 1855 veröffentlichte er ein medizinisches Handbuch, das mehrere Auflagen erlebte.
Im Jahr 1860 eröffnete er eine eigene Klinik für Augenheilkunde und lehnte drei Jahre später das Angebot ab, Professor für Medizin in Amsterdam zu werden. Nachdem die Klinik 1868 geschlossen worden war, arbeitete er weiter am Militärkrankenhaus Utrecht. Im März 1872 wurde er zum Ersten Gesundheitsoffizier 2. Klasse (Major) und drei Jahre später zum Ersten Gesundheitsoffizier 1. Klasse (Oberstleutnant) befördert und zum Chef des Krankenhauses ernannt. Ende 1881 trat auf eigenen Wunsch in den Ruhestand.
Zu seinem Freundeskreis gehörte der aus Leipzig stammende Arzt und Hochschullehrer Theodor Wilhelm Engelmann, der 1867 bis 1897 in Utrecht tätig war.

## Familie

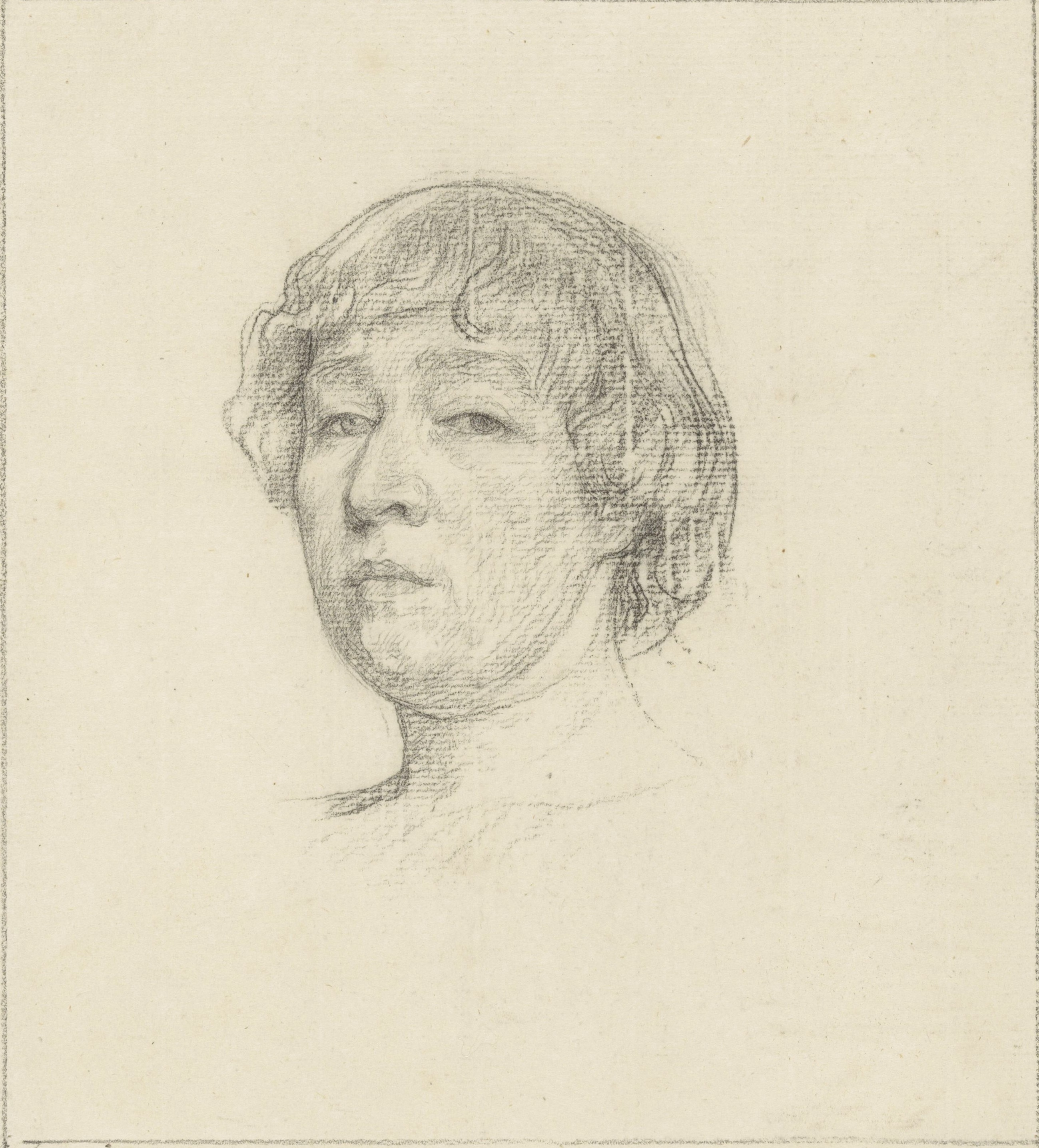
Etha Fles, Porträt von Jan Veth (1886)

Joseph Fles heiratete 1853 die Amsterdamer Kaufmannstochter und Amateurmalerin Theunisijna Kranenborg (1827–1878), mit der er zwei Töchter hatte: 
- Anna Fles (* 20. Januar 1854 in Utrecht; † 17. November 1906 ebenda) wurde Sprach- und Gesangslehrerin sowie Schriftstellerin. Sie schrieb das erste niederländische Lehrbuch über Sprech- und Gesangstechniken.
- Etha Fles (* 1. Mai 1857 in Utrecht; † 31. Januar 1948 in Bergen/Nordholland) besuchte die Rijksakademie van beeldende kunsten in Amsterdam und wurde eine namhafte Malerin und Kunstkritikerin.

Sein jüngerer Bruder Frederick Jacob Fles (1827–1889) war Richter in Breda und später in Tilburg Direktor des „Koning Willem II College“.

## Schriften (Auswahl)
- Dissertatio inauguralis sistens observationes quasdam medico-practicas, C. van der Post, Utrecht, 1843
- Handleiding tot de stelselmatige beschrijvende ontleedkunde van den mensch : ten gebruike bij het onderwijs aan 's Rijks Kweekschool voor militaire geneeskundigen, Broese, Utrecht, 1855
- Ein Fall von Diabetes mellitus mit Atrophie der Leber und des Pankreas. In: Archiv für die holländischen Beiträge zur Natur- und Heilkunde, Utrecht. Band 3, 1864, S. 187 ff.
- Het betoog van den hoogleeraar F. C. Donders kritisch getoetst, Dekema, Utrecht, 1867

| Personendaten    | Personendaten                               |
| ---------------- | ------------------------------------------- |
| NAME             | Fles, Joseph                                |
| ALTERNATIVNAMEN  | Fles, Joseph Alexander (vollständiger Name) |
| KURZBESCHREIBUNG | niederländischer Augenarzt                  |
| GEBURTSDATUM     | 1819                                        |
| GEBURTSORT       | Breda                                       |
| STERBEDATUM      | 28. Februar 1905                            |
| STERBEORT        | Utrecht                                     |